# Pietermaritzburg
Pietermaritzburg a dél-afrikai KwaZulu-Natal tartomány székhelye, a tartomány második legnagyobb városa. Durbantól közúton mintegy 75 km-re, ÉNy-ra fekszik.
Purista zulu neve umGungundlovu; ezt a hivatalos nevet viseli a várost is magába foglaló körzeti önkormányzat. (Szűkebben Pietermaritzburg a Msunduzi helyi önkormányzathoz tartozik.) Köznyelvi neve gyakran Maritzburg (a zuluban is), és gyakran a PMB rövidítést is használják rá.
Regionális ipari központ, főképp alimínium-, fa- és tejipara jelentős. 
A város lakossága 2011-ben 223 ezer, az agglomerációé mintegy 900 ezer fő volt.

## Története
A voortrekkerek alapították, miután a zulu Dingane vereséget szenvedett a vér-folyói csatában (1838). A város volt a rövid életű búr Natal Köztársaság fővárosa. 1843-ban az Egyesült Királyság birtokába került és az első helyi alkormányzó, Martin West székhelye lett. A helyőrségnek otthont adó erődöt Sir George Thomas Napierről, Fokföld gyarmat kormányzójáról neveztek el. 1893-ban, miután Natal saját kormányzatot állíthatott fel, ennek a céljaira épületet emeltek, miközben felépült a városháza is. 1910-ben, amikor létrejött a Dél-afrikai Unió, Natal ennek tartománya lett, Pietermaritzburg székhellyel.

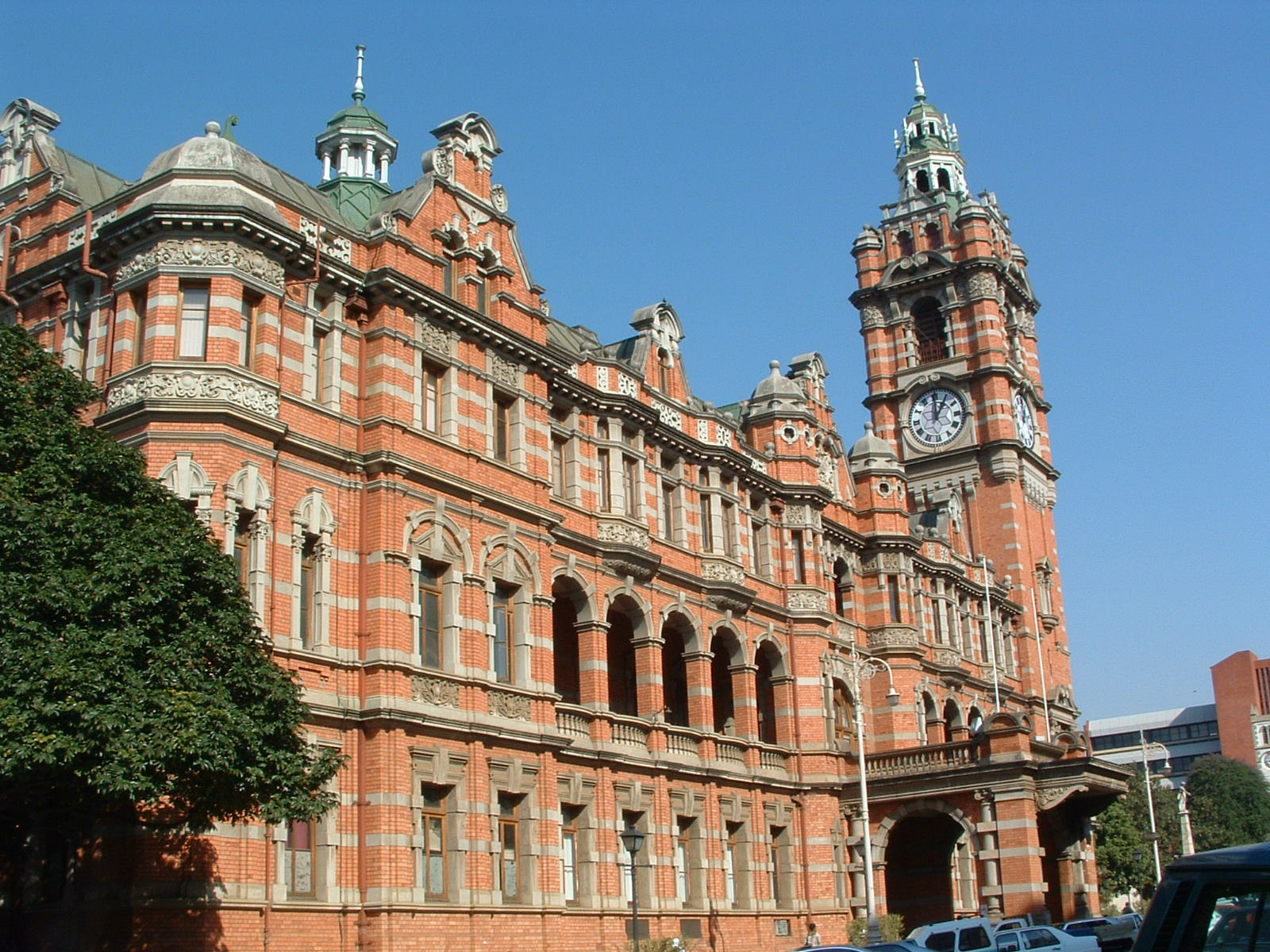
A pietermaritzburgi városháza, amelyet 1893-ban építettek. 1895-ben tűz pusztította el, de 1901-ben újraépítették

## Külső hivatkozások
- Pietermaritzburg hivatalos honlapja

## Fordítás
- Ez a szócikk részben vagy egészben  a   Pietermaritzburg című angol Wikipédia-szócikk ezen változatának fordításán alapul.  Az eredeti cikk szerkesztőit annak laptörténete sorolja fel. Ez a jelzés csupán a megfogalmazás eredetét és a szerzői jogokat jelzi, nem szolgál a cikkben szereplő információk forrásmegjelöléseként.